# Schule von Ankara
Die Ankaraner Schule, oft auch Schule von Ankara genannt, ist die Selbstbezeichnung einer Gruppe von türkischen Theologen, die eine liberale, westlich beeinflusste islamische Theologie betreiben.

## Geschichte
1948 wurde im türkischen Parlament die Forderung „Wir brauchen eine Theologie wie im Westen!“ laut. Daraufhin wurde 1949 in Ankara eine Islamisch-theologische Fakultät nach westlichen wissenschaftlichen Standards gegründet. Es ist die erste dieser Art in der ganzen islamischen Welt. U.a. lehrte auch Annemarie Schimmel 1954 in Ankara. Weitere zwei Dutzende Fakultäten werden in den Folgejahren nach dem Vorbild der Ankaraner Fakultät in der ganzen Türkei gegründet.
Aus diesem Umfeld gingen bereits etliche Theologen hervor, die liberale Reformen des Islam befürworteten. Darunter u. a. Mehmet Aydın, der später von 2002 bis 2011 Minister unter Gül und Erdoğan war. Der vermutlich bekannteste türkische Reformtheologe ist Yaşar Nuri Öztürk, der zwar häufig zur Ankaraner Schule gezählt wird, jedoch kein Teil dieser Bewegung ist. Ebenfalls kein Mitglied der Ankaraner Schule ist Burhanettin Tatar, der allerdings schon in der Zeitschrift der Ankaraner Schule publiziert hat.
Im Laufe der 1990er Jahre bildete sich dann an der Fakultät von Ankara eine neue theologische Denkrichtung heraus, die sich selbst Ankaraner Schule nennt und mit drei Buchreihen und der Zeitschrift İslamiyât in der Öffentlichkeit vertreten ist. Felix Körner charakterisiert sie wie folgt: „Hohes Niveau, steile Thesen, mutige Aufnahme neuer, auch westlicher, Ansätze.“ Körner sieht drei Einflüsse, denen sich die neue Bewegung verdankt: Zunächst zwei Theologie-Professoren an der theologischen Fakultät in Ankara: Mehmet Said Hatiboğlu und Hüseyin Atay. Dann haben viele Anhänger der Ankaraner Schule zeitweise an westlichen Hochschulen studiert. Und schließlich der Einfluss von Fazlur Rahman. Von der Selbstbezeichnung „islamische Modernisten“ ist die Ankaraner Schule inzwischen abgerückt.

## Vertreter und Positionen
Wichtige Vertreter der Ankaraner Schule sind Ömer Özsoy und Mehmet Paçacı.
Der Koran wird nicht als zeitlose Offenbarung betrachtet, sondern als aktuelle Rede Gottes an eine bestimmte Gruppe Menschen zu einer bestimmten Zeit. Demzufolge lässt sich die übergeschichtliche Botschaft des Korans erst durch Einordnung seines Textes in diesen historischen Kontext erschließen. Dieser Ansatz erlaubt eine Unterscheidung zwischen geschichtsbedingten, heutzutage nicht mehr wörtlich verbindlichen Einzelvorschriften und überzeitlichem normativem Gehalt des Koran. Allerdings bleibt die Grenzziehung zwischen geschichtlich Überholtem und zeitlos Gültigem immer schwierig.
Über Özsoys theologischen Positionen zur Koranexegese heißt es u. a.: „Nur etwa zehn Prozent dessen, was der Koran aussagen will, ließe sich auch im Text finden, der Rest sei vor dem Hintergrund der jeweiligen Zeit interpretationsbedürftig. Der Koran wird von Özsoy daher nicht als zeitlos und universell gültig betrachtet. Und mit dieser historisch-kritischen Sichtweise eckt der Koranexperte denn auch bei konservativen Muslimen an, die alle koranischen Handlungsanweisungen grundsätzlich auch für die Gegenwart reklamieren.“

## Kritik
Im Jahr 2008 kritisierte Felix Körner SJ, der viel dazu beigetragen hatte, die Ankaraner Schule in Deutschland überhaupt erst bekannt zu machen, deren Reformansätze scharf. Über die Koranhistorisierung Özsoys sagte er, dass sie nicht mehr Selbstauslegung einer Schriftreligion sei, sondern „geschichtlich verbrämter Konsens-Ethos“. Und weiter: Alle Reformansätze nähmen dem Koran seine reformatorische Potenz.